# Université de Fribourg-en-Brisgau
Ne doit pas être confondu avec l'université de Fribourg, en Suisse.
L'université de Fribourg-en-Brisgau (en allemand, Albert-Ludwigs-Universität Freiburg) est une université allemande, située à Fribourg-en-Brisgau, dans le pays de Bade, fondée au XVe siècle. Jusqu'au début du XIXe siècle, elle est connue sous le nom d'université Albertina, latinisation du prénom de son fondateur, l'archiduc Albert VI d'Autriche. En 1820, le nom de l’université Albertina est complété par le nom du grand-duc Louis de Bade, considéré comme deuxième fondateur de l’université, et devient l'université Albert-Ludwig.

## Histoire

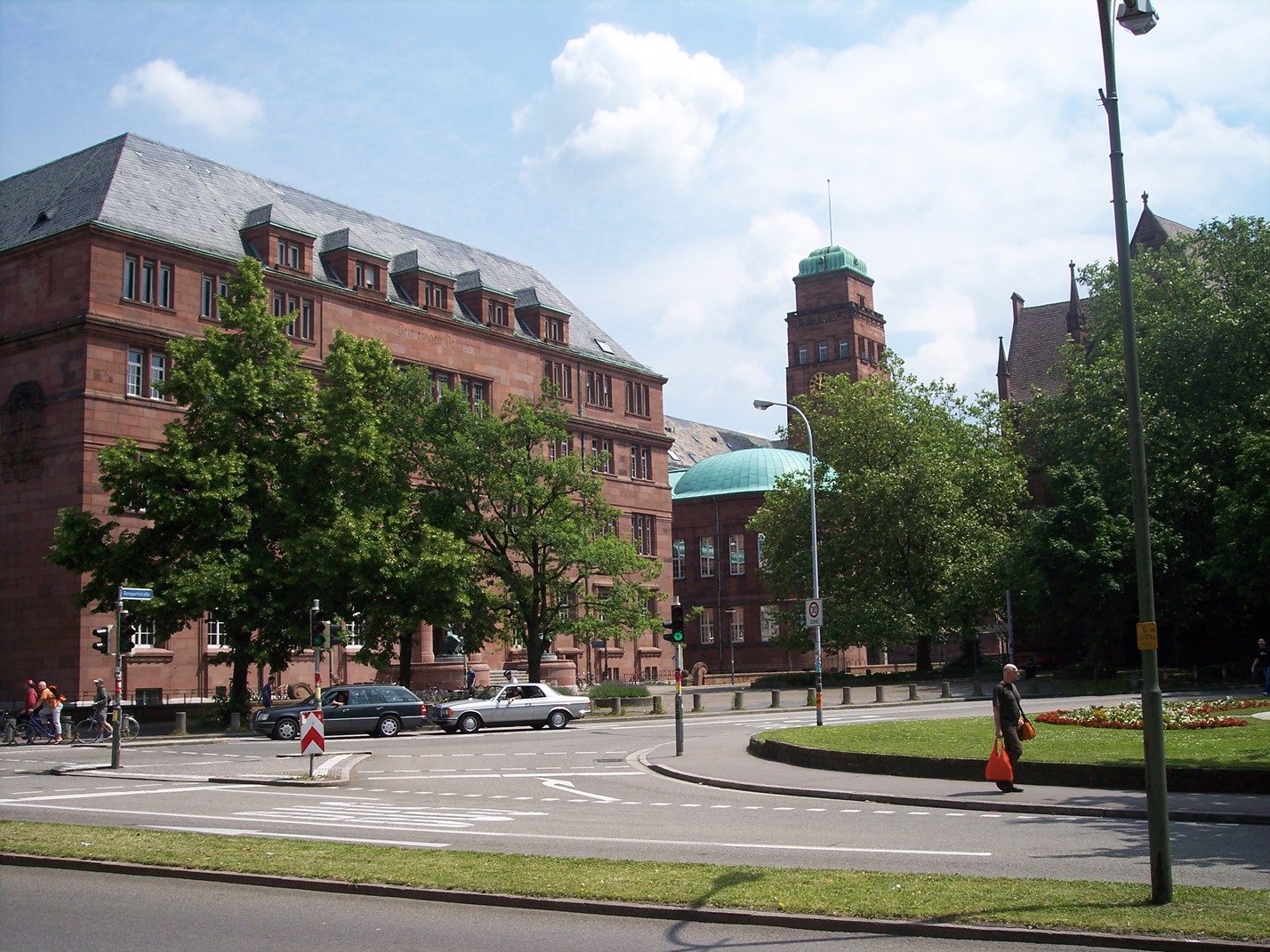
Université de Fribourg-en-Brisgau.

L’université Albert-Ludwig de Fribourg-en-Brisgau, fondée par l’archiduc Albert VI d'Autriche le 21 septembre 1457, fut la seconde université habsbourgeoise après celle de Vienne et devint le grand centre intellectuel de l'Autriche. Elle reçut ses premiers étudiants le 26 avril 1460. Les cours débutèrent dans les quatre facultés classiques pour l’époque médiévale : théologie, droit, médecine et philosophie. Il y eut 215 inscriptions la première année, et l'érudit hébraïsant Johannes Reuchlin y étudia le trivium. Sa zone de rayonnement se limitait au sud-ouest de l’Allemagne, à l’Alsace, à la Suisse et à l’Autriche.
Pendant son séjour à Fribourg, d'avril 1529 à juillet 1535, Érasme eut des contacts intenses avec l’université sans pour autant y enseigner lui-même. C'est pendant cette période que l’université condamne, dans un rapport publié le 20 février 1530, les doctrines de Luther.
Au XVIIe siècle survint un changement important dans l'enseignement à l'université de Fribourg. Le 16 novembre 1620, les Jésuites prirent entièrement en charge la faculté des lettres et sciences humaines et en partie la faculté de théologie.
De 1677 à 1698, pendant l'occupation française de la ville, l’université fut divisée en deux parties : la partie française de l’université resta à Fribourg, alors que la partie autrichienne s’établit à Constance et ne revint qu’en 1698.
Le 12 octobre 1791, Johann Georg Jacobi est élu recteur, devenant le premier recteur protestant de l’université.
En 1832, l'université dut fermer ses portes le 6 septembre en raison de l'agitation qui précéda la révolution de 1832. Elle les rouvrit le 23 septembre après une réorganisation permettant la reprise des études dans de meilleures conditions.
Jusqu'en 1900, l'inscription à l'université était réservée aux garçons. Ce n'est que le 28 février 1900 qu'eut lieu la première inscription d'une étudiante et que l’université permit l’introduction des études pour femmes à Fribourg. Elle fut d'ailleurs, dans ce domaine, une pionnière en Allemagne.
Le 15 octobre 1910 fut fondée la faculté de mathématiques et des sciences.
L'année suivante fut inauguré le nouveau bâtiment principal, construit pour faire face au développement de l'université, qui venait d'accueillir son 3 000e étudiant. Pendant la première Guerre mondiale, l'institut d'anatomie fut gravement endommagé lors d'un bombardement aérien sur la ville, le 14 avril 1917.
Le 1er mai 1933, Martin Heidegger devient recteur de l'université Albert-Ludwig. La même année Heidegger adhère au parti nazi (voir Heidegger et le nazisme). Il est contraint de mettre en œuvre le licenciement des professeurs juifs par suite de la loi sur la « réintroduction du corps des fonctionnaires », adoptée par le régime nazi quelques mois après son arrivée au pouvoir.
Le 10 juillet 1934, un incendie ravage le bâtiment principal de l’université, qui sera surélevé lors de la reconstruction.
Le déclenchement de la seconde Guerre mondiale entraîne la fermeture de l'université dès le 1er septembre 1939, en raison de sa proximité frontalière avec la France. Elle ne rouvrira que le 8 janvier 1940. L'université devra à nouveau fermer à la suite du bombardement du 27 novembre 1944, qui détruisit de nombreux bâtiments, notamment ceux de l'Institut des sciences. Il faudra attendre la rentrée universitaire suivante, après la fin du conflit, pour que l'université puisse, dans des conditions encore précaires, rouvrir ses portes le 17 septembre 1945.
Le 29 avril 1957, l'université Albert-Ludwig célébrait son 500e anniversaire en posant la première pierre du bâtiment II, qui ouvrit en 1961, pour permettre de faire face à l'accroissement du nombre des étudiants. En effet, quelques jours après l'inauguration, elle enregistrait l'inscription de son 10 000e étudiant.

## Personnalités liées à l'université

### Professeurs
- Martin Heidegger, philosophe
- Josef Foschepoth, historien
- Friedrich Hayek, économiste

### Étudiants
- Sylvie Nantcha (née en 1974), femme politicienne afro-allemande.
- Max Weber, (1864-1920), fondateur de la sociologie allemande.
- Walter Benjamin, (1892-1940), philosophe, historien de l'art, critique littéraire et traducteur allemand.
- Hannah Arendt, (1906-1975), politologue, philosophe, et journaliste allemande.
- Karl Hillenbrand (1950-2014), prêtre catholique allemand, vicaire général du diocèse de Wurtzbourg.
- Gerd Spittler, (né en 1939), sociologue, ethnologue et Africaniste allemande.
- Angelika Kalt, (né en 1962), directrice du Fonds national suisse de la recherche scientifique (FNS).
- Hadrien France-Lanord, (né en 1976), traducteur, enseignant et philosophe.